# 3811 Karma
3811 Karma è un asteroide della fascia principale. Scoperto nel 1953, presenta un'orbita caratterizzata da un semiasse maggiore pari a 2,5765238 UA e da un'eccentricità di 0,1302114, inclinata di 10,20379° rispetto all'eclittica.